# Omloop van het Hageland 2020
La 16e édition de l'Omloop van het Hageland a eu lieu le 1er mars 2020. La course fait partie du calendrier international féminin UCI 2020 en catégorie 1.1 et de la Lotto Cycling Cup pour Dames 2020. Elle est remportée par la Néerlandaise Lorena Wiebes.

## Présentation

### Parcours
Le parcours débute à Tirlemont. Il effectue tout d'abord 54,8 km en ligne avant d'arrivée sur un circuit urbain long de 15 km.

### Équipes
| UCI Women's WorldTeams (5)- Alé BTC Ljubljana - FDJ-Nouvelle Aquitaine-Futuroscope - Mitchelton-Scott - Movistar Team - Trek-Segafredo Équipes féminines continentales (14)- Andy Schleck Cycles-Immo Losch - Biehler Krush - Bigla-Katusha - Chevalmeire - Ciclotel - Doltcini-Van Eyck Sport - Hitec Products - Lotto Soudal Ladies - Lviv Cycling Team - Multum Accountants-LSK - Parkhotel Valkenburg-Destil - NXTG Racing - Tibco-Silicon Valley Bank - Valcar-Travel & Service Équipe féminines amateur (5)- Illi-Bikes Women - Isorex - Keukens Redant - S-bikes Bodhi - Waasland Security Wase Zon CT Équipe régionale et de club- Centre mondial du cyclisme |
| |

## Récit de la course
Au bout de vingt kilomètres, Lucinda Brand et deux autres coureuses attaquent, mais sont rapidement reprises. La course se conclut au sprint et Lorena Wiebes s'impose.

## Classements

### Classement final
| \| Classement général \| Classement général \| Classement général \| Classement général \| Classement général \| \| Coureuse \| Coureuse \| Pays \| Équipe \| Temps \| \| ------------------ \| ------------------ \| ------------------ \| ---------------------------------- \| ------------------ \| \| 1re \| Lorena Wiebes \| Pays-Bas \| Parkhotel Valkenburg \| 3 h 30 min 05 s \| \| 2e \| Marta Bastianelli \| Italie \| Alé BTC Ljubljana \| + 0 s \| \| 3e \| Emma Norsgaard \| Danemark \| Bigla-Katusha \| + 0 s \| \| 4e \| Emilia Fahlin \| Suède \| FDJ-Nouvelle Aquitaine-Futuroscope \| + 0 s \| \| 5e \| Teniel Campbell \| Trinité-et-Tobago \| Valcar-Travel & Service \| + 0 s \| \| 6e \| Charlotte Kool \| Pays-Bas \| NXTG Racing \| + 0 s \| \| 7e \| Lotta Henttala \| Finlande \| Trek-Segafredo \| + 0 s \| \| 8e \| Arianna Fidanza \| Italie \| Lotto Soudal Ladies \| + 0 s \| \| 9e \| Ilaria Sanguineti \| Italie \| Valcar-Travel & Service \| + 0 s \| \| 10e \| Jelena Erić \| Serbie \| Movistar Team \| + 0 s \| |                   |                   |                                    |                 |
| |                   |                   |                                    |                 |
| Source : Cycling Quotient |                   |                   |                                    |                 |
| Classement général |                   |                   |                                    |                 |
| Coureuse | Coureuse          | Pays              | Équipe                             | Temps           |
| 1re | Lorena Wiebes     | Pays-Bas          | Parkhotel Valkenburg               | 3 h 30 min 05 s |
| 2e | Marta Bastianelli | Italie            | Alé BTC Ljubljana                  | + 0 s           |
| 3e | Emma Norsgaard    | Danemark          | Bigla-Katusha                      | + 0 s           |
| 4e | Emilia Fahlin     | Suède             | FDJ-Nouvelle Aquitaine-Futuroscope | + 0 s           |
| 5e | Teniel Campbell   | Trinité-et-Tobago | Valcar-Travel & Service            | + 0 s           |
| 6e | Charlotte Kool    | Pays-Bas          | NXTG Racing                        | + 0 s           |
| 7e | Lotta Henttala    | Finlande          | Trek-Segafredo                     | + 0 s           |
| 8e | Arianna Fidanza   | Italie            | Lotto Soudal Ladies                | + 0 s           |
| 9e | Ilaria Sanguineti | Italie            | Valcar-Travel & Service            | + 0 s           |
| 10e | Jelena Erić       | Serbie            | Movistar Team                      | + 0 s           |

### Points UCI
| Position           | 1er | 2e | 3e | 4e | 5e | 6e | 7e | 8e | 9e | 10e | 11e | 12e | 13e à 15e | 16e à 25e |
| Classement général | 125 | 85 | 70 | 60 | 50 | 40 | 35 | 30 | 25 | 20  | 15  | 10  | 5         | 3         |

### Prix
Les prix suivants sont distribués :
| Position | 1er   | 2e    | 3e    | 4e    | 5e    | 6e    | 7e    | 8e    | 9e    | 10e  |
| Prix     | 465 € | 400 € | 325 € | 205 € | 180 € | 170 € | 160 € | 145 € | 130 € | 70 € |

Les coureuses placées de la 11e à la 20e place  repartent avec 70 €.
En sus, des sprints intermédiaires et des prix de monts sont disputés durant la course. Le vainqueur du classement général de chacun de ces classements gagne 100 €, le deuxième 60 et le troisième 40.

## Organisation
La course est organisée par le Cycling Team Tilt. Son président est Roger Nolmans, son secrétaire  Ben Witvrouw.

## Liste des participants
| Légende | Légende                                                                    | Légende | Légende                                                    |
| ------- | -------------------------------------------------------------------------- | ------- | ---------------------------------------------------------- |
| Num     | Dossard de départ porté par le coureur sur cet Omloop van het Hageland     | Pos     | Position à l'arrivée de la course                          |
|         | Indique un maillot de champion national ou mondial, suivi de sa spécialité | NP      | Indique un coureur qui n'a pas pris le départ de la course |
| AB      | Indique un coureur qui n'a pas terminé la course                           | HD      | Indique un coureur qui a terminé la course hors des délais |

| Alé BTC Ljubljana ALE | Alé BTC Ljubljana ALE           | Alé BTC Ljubljana ALE |
| --------------------- | ------------------------------- | --------------------- |
| Num                   | Coureuse                        | Pos                   |
| 1                     | Marta Bastianelli (ITA) (route) | 2e                    |
| 2                     | Eugenia Bujak (SLO) (route)     | 15e                   |
| 3                     | Eri Yonamine (JPN) (route)      | 29e                   |
| 4                     | Anastasia Chursina (RUS)        | 26e                   |
| 5                     | Maaike Boogaard (NED)           | 94e                   |
| 7                     | Anna Trevisi (ITA)              | AB                    |

| FDJ-Nouvelle Aquitaine-Futuroscope FDJ | FDJ-Nouvelle Aquitaine-Futuroscope FDJ | FDJ-Nouvelle Aquitaine-Futuroscope FDJ |
| -------------------------------------- | -------------------------------------- | -------------------------------------- |
| Num                                    | Coureuse                               | Pos                                    |
| 11                                     | Lauren Kitchen (AUS)                   | AB                                     |
| 12                                     | Emilia Fahlin (SWE)                    | 4e                                     |
| 13                                     | Brodie Chapman (AUS)                   | AB                                     |
| 14                                     | Maëlle Grossetête (FRA)                | 65e                                    |
| 15                                     | Eugénie Duval (FRA)                    | 14e                                    |
| 16                                     | Évita Muzic (FRA)                      | 67e                                    |
| 17                                     | Jade Wiel (FRA) (route)                | 52e                                    |

| Mitchelton-Scott MTS | Mitchelton-Scott MTS  | Mitchelton-Scott MTS |
| -------------------- | --------------------- | -------------------- |
| Num                  | Coureuse              | Pos                  |
| 21                   | Gracie Elvin (AUS)    | 85e                  |
| 22                   | Janneke Ensing (NED)  | 28e                  |
| 24                   | Lucy Kennedy (AUS)    | 35e                  |
| 25                   | Grace Brown (AUS)     | 32e                  |
| 26                   | Jessica Roberts (GBR) | 84e                  |
| 27                   | Sarah Roy (AUS)       | 16e                  |

| Movistar Team MOV | Movistar Team MOV         | Movistar Team MOV |
| ----------------- | ------------------------- | ----------------- |
| Num               | Coureuse                  | Pos               |
| 31                | Aude Biannic (FRA)        | 50e               |
| 32                | Alicia González (ESP)     | 55e               |
| 33                | Sheyla Gutiérrez (ESP)    | 70e               |
| 34                | Gloria Rodríguez (ESP)    | AB                |
| 35                | Jelena Erić (SRB) (route) | 10e               |
| 36                | Alba Teruel (ESP)         | 61e               |
| 37                | Barbara Guarischi (ITA)   | 54e               |

| Trek-Segafredo TFS | Trek-Segafredo TFS        | Trek-Segafredo TFS |
| ------------------ | ------------------------- | ------------------ |
| Num                | Coureuse                  | Pos                |
| 41                 | Elynor Bäckstedt (GBR)    | 96e                |
| 42                 | Lucinda Brand (NED)       | 24e                |
| 43                 | Lotta Henttala (FIN)      | 7e                 |
| 44                 | Ellen van Dijk (NED)      | 31e                |
| 45                 | Tayler Wiles (USA)        | 37e                |
| 46                 | Trixi Worrack (GER)       | 68e                |
| 47                 | Audrey Cordon-Ragot (FRA) | 51e                |

| Chevalmeire CCT | Chevalmeire CCT           | Chevalmeire CCT |
| --------------- | ------------------------- | --------------- |
| Num             | Coureuse                  | Pos             |
| 51              | Kelly Van den Steen (BEL) | 49e             |
| 52              | Rossella Ratto (ITA)      | 69e             |
| 53              | Rozanne Slik (NED)        | 87e             |
| 54              | Natalie van Gogh (NED)    | 25e             |
| 55              | Roxane Fournier (FRA)     | 12e             |
| 56              | Demmy Druyts (BEL)        | AB              |

| Sans équipe ___ | Sans équipe ___    | Sans équipe ___ |
| --------------- | ------------------ | --------------- |
| Num             | Coureuse           | Pos             |
| 61              | Kelly Markus (NED) | AB              |

| Doltcini-Van Eyck-Proximus DVE | Doltcini-Van Eyck-Proximus DVE | Doltcini-Van Eyck-Proximus DVE |
| ------------------------------ | ------------------------------ | ------------------------------ |
| Num                            | Coureuse                       | Pos                            |
| 62                             | Nicole Steigenga (NED)         | 11e                            |
| 63                             | Dina Scavone (BEL)             | AB                             |
| 64                             | Marieke de Groot (NED)         | 41e                            |
| 65                             | Zsófia Szabó (HUN) (route)     | AB                             |
| 66                             | Jade Lenaers (BEL)             | AB                             |
| 67                             | Minke Bakker (NED)             | AB                             |

| Lotto Soudal Ladies LSL | Lotto Soudal Ladies LSL  | Lotto Soudal Ladies LSL |
| ----------------------- | ------------------------ | ----------------------- |
| Num                     | Coureuse                 | Pos                     |
| 71                      | Annelies Dom (BEL)       | 17e                     |
| 73                      | Teuntje Beekhuis (NED)   | 13e                     |
| 74                      | Abby-Mae Parkinson (GBR) | 20e                     |
| 75                      | Arianna Fidanza (ITA)    | 8e                      |
| 76                      | Lone Meertens (BEL)      | 30e                     |
| 77                      | Danielle Christmas (GBR) | 64e                     |

| Multum Accountants MUL | Multum Accountants MUL  | Multum Accountants MUL |
| ---------------------- | ----------------------- | ---------------------- |
| Num                    | Coureuse                | Pos                    |
| 81                     | Amber Aernouts (NED)    | 63e                    |
| 82                     | Aurore Verhoeven (FRA)  | AB                     |
| 83                     | Désirée Ehrler (SUI)    | AB                     |
| 84                     | Hanna Johansson (SWE)   | AB                     |
| 85                     | Anna Badegruber (AUT)   | AB                     |
| 86                     | Céline van Houtum (NED) | 81e                    |
| 87                     | Jessy Druyts (BEL)      | AB                     |

| Ciclotel CTL | Ciclotel CTL               | Ciclotel CTL |
| ------------ | -------------------------- | ------------ |
| Num          | Coureuse                   | Pos          |
| 91           | Bryony van Velzen (NED)    | AB           |
| 92           | Daniela Reis (POR) (route) | 23e          |
| 93           | Hayley Simmonds (GBR)      | 76e          |
| 94           | Kim de Baat (BEL)          | 86e          |
| 95           | Kirstie van Haaften (NED)  | AB           |
| 96           | Sara Van de Vel (BEL)      | 102e         |
| 97           | Maroesjka Matthee (RSA)    | 89e          |

| Biehler Krush Pro Cycling BPC | Biehler Krush Pro Cycling BPC | Biehler Krush Pro Cycling BPC |
| ----------------------------- | ----------------------------- | ----------------------------- |
| Num                           | Coureuse                      | Pos                           |
| 101                           | Senna Feron (NED)             | 74e                           |
| 102                           | Maike van der Duin (NED)      | 58e                           |
| 103                           | Inez Beijer (NED)             | 39e                           |
| 104                           | Melanie Klement (NED)         | AB                            |
| 105                           | Merel Hofman (NED)            | AB                            |
| 106                           | Quinty Ton (NED)              | 80e                           |
| 107                           | Nienke Wasmus (NED)           | 101e                          |

| Hitec Products-Birk Sport HPU | Hitec Products-Birk Sport HPU  | Hitec Products-Birk Sport HPU |
| ----------------------------- | ------------------------------ | ----------------------------- |
| Num                           | Coureuse                       | Pos                           |
| 111                           | Lucy van der Haar (GBR)        | 98e                           |
| 112                           | Amalie Lutro (NOR)             | 93e                           |
| 113                           | Greta Richioud (FRA)           | 47e                           |
| 114                           | Ingrid Lorvik (NOR) (route)    | AB                            |
| 115                           | Natalie Irene Midtsveen (NOR)  | AB                            |
| 116                           | Vita Heine (NOR)               | 33e                           |
| 117                           | Pernille Larsen Feldmann (NOR) | AB                            |

| Lviv Cycling Team LCW | Lviv Cycling Team LCW      | Lviv Cycling Team LCW |
| --------------------- | -------------------------- | --------------------- |
| Num                   | Coureuse                   | Pos                   |
| 121                   | Špela Kern (SLO)           | 21e                   |
| 122                   | Ellen Feytens (BEL)        | 97e                   |
| 123                   | Estefania Pilz (ARG)       | 92e                   |
| 124                   | Julia Biryukova (UKR)      |                       |
| 125                   | Fiona Turnbull (GBR)       | AB                    |
| 126                   | Viktoriia Yaroshenko (UKR) | AB                    |
| 127                   | Viktoriya Bondar (UKR)     | 75e                   |

| NXTG Racing NXG | NXTG Racing NXG            | NXTG Racing NXG |
| --------------- | -------------------------- | --------------- |
| Num             | Coureuse                   | Pos             |
| 131             | Rozemarijn Ammerlaan (NED) | AB              |
| 132             | Julia Borgström (SWE)      | 44e             |
| 133             | Charlotte Kool (NED)       | 6e              |
| 134             | Cathalijne Hoolwerf (NED)  | AB              |
| 135             | Eva Jonkers (NED)          | AB              |
| 136             | Emily Wadsworth (GBR)      | AB              |
| 137             | Britt Knaven (BEL)         | AB              |

| Parkhotel Valkenburg PHV | Parkhotel Valkenburg PHV    | Parkhotel Valkenburg PHV |
| ------------------------ | --------------------------- | ------------------------ |
| Num                      | Coureuse                    | Pos                      |
| 141                      | Lorena Wiebes (NED) (route) | 1re                      |
| 142                      | Sylvie Swinkels (NED)       | AB                       |
| 143                      | Romy Kasper (GER)           | 22e                      |
| 144                      | Marit Raaijmakers (NED)     | AB                       |
| 145                      | Amber van der Hulst (NED)   | 59e                      |
| 146                      | Femke Markus (NED)          | 100e                     |
| 147                      | Esther van Veen (NED)       | 82e                      |

| Tibco-Silicon Valley Bank TIB | Tibco-Silicon Valley Bank TIB | Tibco-Silicon Valley Bank TIB |
| ----------------------------- | ----------------------------- | ----------------------------- |
| Num                           | Coureuse                      | Pos                           |
| 151                           | Nina Kessler (NED)            | 60e                           |
| 152                           | Sarah Gigante (AUS)           | 46e                           |
| 153                           | Jenelle Crooks (AUS)          | 34e                           |
| 154                           | Leah Dixon (GBR)              | 45e                           |
| 155                           | Diana Peñuela (COL)           | 91e                           |
| 156                           | Emily Newsom (USA)            | 90e                           |

| Valcar-Travel & Service VAL | Valcar-Travel & Service VAL | Valcar-Travel & Service VAL |
| --------------------------- | --------------------------- | --------------------------- |
| Num                         | Coureuse                    | Pos                         |
| 161                         | Silvia Magri (ITA)          | 62e                         |
| 162                         | Teniel Campbell (TTO)       | 5e                          |
| 163                         | Silvia Persico (ITA)        | 66e                         |
| 164                         | Chiara Consonni (ITA)       | 79e                         |
| 165                         | Ilaria Sanguineti (ITA)     | 9e                          |
| 166                         | Federica Piergiovanni (ITA) | AB                          |
| 167                         | Elena Pirrone (ITA)         | AB                          |

| Centre mondial du cyclisme WCC | Centre mondial du cyclisme WCC | Centre mondial du cyclisme WCC |
| ------------------------------ | ------------------------------ | ------------------------------ |
| Num                            | Coureuse                       | Pos                            |
| 171                            | Anastasiya Kolesava (BLR)      | 42e                            |
| 172                            | Catalina Soto (CHI)            | AB                             |
| 173                            | Veronika Jandová (CZE)         | 88e                            |
| 174                            | Magdeleine Vallieres (CAN)     | 38e                            |
| 175                            | Eyeru Tesfoam Gebru (ETH)      | AB                             |
| 176                            | Roni Fishman (ISR)             | AB                             |
| 177                            | Akvilė Gedraitytė (LTU)        | AB                             |

| Bigla-Katusha BIG | Bigla-Katusha BIG             | Bigla-Katusha BIG |
| ----------------- | ----------------------------- | ----------------- |
| Num               | Coureuse                      | Pos               |
| 181               | Mikayla Harvey (NZL)          | 57e               |
| 182               | Emma Norsgaard (DEN)          | 3e                |
| 183               | Marlen Reusser (SUI) (route)  | 18e               |
| 184               | Maria Vittoria Sperotto (ITA) | 48e               |
| 185               | Clara Koppenburg (GER)        | 40e               |
| 186               | Sophie Wright (GBR)           | 77e               |
| 187               | Elizabeth Banks (GBR)         | AB                |

| Andy Schleck Cycles-Immo Losch ___ | Andy Schleck Cycles-Immo Losch ___ | Andy Schleck Cycles-Immo Losch ___ |
| ---------------------------------- | ---------------------------------- | ---------------------------------- |
| Num                                | Coureuse                           | Pos                                |
| 191                                | Mia Berg (LUX)                     | AB                                 |
| 192                                | Sarah Berkane (FRA)                | AB                                 |
| 193                                | Fabienne Buri (SUI)                | AB                                 |
| 195                                | Hana Hermanovska (CZE)             | AB                                 |
| 196                                | Mae Lang (EST)                     | 71e                                |

| Illi-Bikes ___ | Illi-Bikes ___       | Illi-Bikes ___ |
| -------------- | -------------------- | -------------- |
| Num            | Coureuse             | Pos            |
| 201            | Nele Armée (BEL)     | AB             |
| 202            | Isabella Stone (GBR) | AB             |

| Sans équipe ___ | Sans équipe ___    | Sans équipe ___ |
| --------------- | ------------------ | --------------- |
| Num             | Coureuse           | Pos             |
| 203             | Gilke Croket (BEL) | 56e             |

| Illi-Bikes ___ | Illi-Bikes ___         | Illi-Bikes ___ |
| -------------- | ---------------------- | -------------- |
| Num            | Coureuse               | Pos            |
| 204            | Claire Faber (LUX)     | 27e            |
| 205            | Mia Griffin (IRL)      | AB             |
| 206            | Ditte Lenseclaes (BEL) | 95e            |
| 207            | Mette Egtoft Jensen    | AB             |

| Isorex ___ | Isorex ___                  | Isorex ___ |
| ---------- | --------------------------- | ---------- |
| Num        | Coureuse                    | Pos        |
| 211        | Nicola Juniper (GBR)        | 36e        |
| 212        | Emily Nelson (GBR)          | 99e        |
| 213        | Antonia Gröndahl (FIN)      | 78e        |
| 214        | Liisa Ehrberg (EST) (route) | 72e        |
| 215        | Kate Wightman (NZL)         | AB         |
| 216        | Ellen Mcdermott (IRL)       | AB         |
| 217        | Savannah Morgan (GBR)       | AB         |

| Keukens Redant ___ | Keukens Redant ___          | Keukens Redant ___ |
| ------------------ | --------------------------- | ------------------ |
| Num                | Coureuse                    | Pos                |
| 221                | Malin Eriksen (NOR)         | AB                 |
| 222                | Rachel Jary (GBR)           | AB                 |
| 223                | Amber Lacompte (BEL)        | AB                 |
| 224                | Birgitte Ravndal (NOR)      | 19e                |
| 225                | Stine Marie Snortheim (NOR) | AB                 |
| 226                | Imogen Cotter (IRL)         | AB                 |
| 227                | Katie van Geyte (BEL)       | 73e                |

| S-bikes Bodhi ___ | S-bikes Bodhi ___           | S-bikes Bodhi ___ |
| ----------------- | --------------------------- | ----------------- |
| Num               | Coureuse                    | Pos               |
| 231               | Laura Vainionpää (FIN)      | 43e               |
| 232               | Saartje Vandenbroucke (BEL) | AB                |
| 233               | Leonie Vanderjeugt (BEL)    | AB                |
| 234               | Demi van Dijke (NED)        | 103e              |
| 236               | Desiree Liegeois (NED)      | AB                |

| Waasland Security Wase Zon ___ | Waasland Security Wase Zon ___ | Waasland Security Wase Zon ___ |
| ------------------------------ | ------------------------------ | ------------------------------ |
| Num                            | Coureuse                       | Pos                            |
| 241                            | Marijke de Smedt (BEL)         | 53e                            |
| 242                            | Caren Commissaris (NED)        | AB                             |
| 244                            | Alice Andersson (SWE)          | AB                             |
| 245                            | Aranka Berends (NED)           | AB                             |
| 246                            | Ainsley Black (CAN)            | AB                             |
| 247                            | Femke Geeris (NED)             | 83e                            |

| Alé BTC Ljubljana ALE | Alé BTC Ljubljana ALE           | Alé BTC Ljubljana ALE |
| --------------------- | ------------------------------- | --------------------- |
| Num                   | Coureuse                        | Pos                   |
| 1                     | Marta Bastianelli (ITA) (route) | 2e                    |
| 2                     | Eugenia Bujak (SLO) (route)     | 15e                   |
| 3                     | Eri Yonamine (JPN) (route)      | 29e                   |
| 4                     | Anastasia Chursina (RUS)        | 26e                   |
| 5                     | Maaike Boogaard (NED)           | 94e                   |
| 7                     | Anna Trevisi (ITA)              | AB                    |

| FDJ-Nouvelle Aquitaine-Futuroscope FDJ | FDJ-Nouvelle Aquitaine-Futuroscope FDJ | FDJ-Nouvelle Aquitaine-Futuroscope FDJ |
| -------------------------------------- | -------------------------------------- | -------------------------------------- |
| Num                                    | Coureuse                               | Pos                                    |
| 11                                     | Lauren Kitchen (AUS)                   | AB                                     |
| 12                                     | Emilia Fahlin (SWE)                    | 4e                                     |
| 13                                     | Brodie Chapman (AUS)                   | AB                                     |
| 14                                     | Maëlle Grossetête (FRA)                | 65e                                    |
| 15                                     | Eugénie Duval (FRA)                    | 14e                                    |
| 16                                     | Évita Muzic (FRA)                      | 67e                                    |
| 17                                     | Jade Wiel (FRA) (route)                | 52e                                    |

| Mitchelton-Scott MTS | Mitchelton-Scott MTS  | Mitchelton-Scott MTS |
| -------------------- | --------------------- | -------------------- |
| Num                  | Coureuse              | Pos                  |
| 21                   | Gracie Elvin (AUS)    | 85e                  |
| 22                   | Janneke Ensing (NED)  | 28e                  |
| 24                   | Lucy Kennedy (AUS)    | 35e                  |
| 25                   | Grace Brown (AUS)     | 32e                  |
| 26                   | Jessica Roberts (GBR) | 84e                  |
| 27                   | Sarah Roy (AUS)       | 16e                  |

| Movistar Team MOV | Movistar Team MOV         | Movistar Team MOV |
| ----------------- | ------------------------- | ----------------- |
| Num               | Coureuse                  | Pos               |
| 31                | Aude Biannic (FRA)        | 50e               |
| 32                | Alicia González (ESP)     | 55e               |
| 33                | Sheyla Gutiérrez (ESP)    | 70e               |
| 34                | Gloria Rodríguez (ESP)    | AB                |
| 35                | Jelena Erić (SRB) (route) | 10e               |
| 36                | Alba Teruel (ESP)         | 61e               |
| 37                | Barbara Guarischi (ITA)   | 54e               |

| Trek-Segafredo TFS | Trek-Segafredo TFS        | Trek-Segafredo TFS |
| ------------------ | ------------------------- | ------------------ |
| Num                | Coureuse                  | Pos                |
| 41                 | Elynor Bäckstedt (GBR)    | 96e                |
| 42                 | Lucinda Brand (NED)       | 24e                |
| 43                 | Lotta Henttala (FIN)      | 7e                 |
| 44                 | Ellen van Dijk (NED)      | 31e                |
| 45                 | Tayler Wiles (USA)        | 37e                |
| 46                 | Trixi Worrack (GER)       | 68e                |
| 47                 | Audrey Cordon-Ragot (FRA) | 51e                |

| Chevalmeire CCT | Chevalmeire CCT           | Chevalmeire CCT |
| --------------- | ------------------------- | --------------- |
| Num             | Coureuse                  | Pos             |
| 51              | Kelly Van den Steen (BEL) | 49e             |
| 52              | Rossella Ratto (ITA)      | 69e             |
| 53              | Rozanne Slik (NED)        | 87e             |
| 54              | Natalie van Gogh (NED)    | 25e             |
| 55              | Roxane Fournier (FRA)     | 12e             |
| 56              | Demmy Druyts (BEL)        | AB              |

| Sans équipe ___ | Sans équipe ___    | Sans équipe ___ |
| --------------- | ------------------ | --------------- |
| Num             | Coureuse           | Pos             |
| 61              | Kelly Markus (NED) | AB              |

| Doltcini-Van Eyck-Proximus DVE | Doltcini-Van Eyck-Proximus DVE | Doltcini-Van Eyck-Proximus DVE |
| ------------------------------ | ------------------------------ | ------------------------------ |
| Num                            | Coureuse                       | Pos                            |
| 62                             | Nicole Steigenga (NED)         | 11e                            |
| 63                             | Dina Scavone (BEL)             | AB                             |
| 64                             | Marieke de Groot (NED)         | 41e                            |
| 65                             | Zsófia Szabó (HUN) (route)     | AB                             |
| 66                             | Jade Lenaers (BEL)             | AB                             |
| 67                             | Minke Bakker (NED)             | AB                             |

| Lotto Soudal Ladies LSL | Lotto Soudal Ladies LSL  | Lotto Soudal Ladies LSL |
| ----------------------- | ------------------------ | ----------------------- |
| Num                     | Coureuse                 | Pos                     |
| 71                      | Annelies Dom (BEL)       | 17e                     |
| 73                      | Teuntje Beekhuis (NED)   | 13e                     |
| 74                      | Abby-Mae Parkinson (GBR) | 20e                     |
| 75                      | Arianna Fidanza (ITA)    | 8e                      |
| 76                      | Lone Meertens (BEL)      | 30e                     |
| 77                      | Danielle Christmas (GBR) | 64e                     |

| Multum Accountants MUL | Multum Accountants MUL  | Multum Accountants MUL |
| ---------------------- | ----------------------- | ---------------------- |
| Num                    | Coureuse                | Pos                    |
| 81                     | Amber Aernouts (NED)    | 63e                    |
| 82                     | Aurore Verhoeven (FRA)  | AB                     |
| 83                     | Désirée Ehrler (SUI)    | AB                     |
| 84                     | Hanna Johansson (SWE)   | AB                     |
| 85                     | Anna Badegruber (AUT)   | AB                     |
| 86                     | Céline van Houtum (NED) | 81e                    |
| 87                     | Jessy Druyts (BEL)      | AB                     |

| Ciclotel CTL | Ciclotel CTL               | Ciclotel CTL |
| ------------ | -------------------------- | ------------ |
| Num          | Coureuse                   | Pos          |
| 91           | Bryony van Velzen (NED)    | AB           |
| 92           | Daniela Reis (POR) (route) | 23e          |
| 93           | Hayley Simmonds (GBR)      | 76e          |
| 94           | Kim de Baat (BEL)          | 86e          |
| 95           | Kirstie van Haaften (NED)  | AB           |
| 96           | Sara Van de Vel (BEL)      | 102e         |
| 97           | Maroesjka Matthee (RSA)    | 89e          |

| Biehler Krush Pro Cycling BPC | Biehler Krush Pro Cycling BPC | Biehler Krush Pro Cycling BPC |
| ----------------------------- | ----------------------------- | ----------------------------- |
| Num                           | Coureuse                      | Pos                           |
| 101                           | Senna Feron (NED)             | 74e                           |
| 102                           | Maike van der Duin (NED)      | 58e                           |
| 103                           | Inez Beijer (NED)             | 39e                           |
| 104                           | Melanie Klement (NED)         | AB                            |
| 105                           | Merel Hofman (NED)            | AB                            |
| 106                           | Quinty Ton (NED)              | 80e                           |
| 107                           | Nienke Wasmus (NED)           | 101e                          |

| Hitec Products-Birk Sport HPU | Hitec Products-Birk Sport HPU  | Hitec Products-Birk Sport HPU |
| ----------------------------- | ------------------------------ | ----------------------------- |
| Num                           | Coureuse                       | Pos                           |
| 111                           | Lucy van der Haar (GBR)        | 98e                           |
| 112                           | Amalie Lutro (NOR)             | 93e                           |
| 113                           | Greta Richioud (FRA)           | 47e                           |
| 114                           | Ingrid Lorvik (NOR) (route)    | AB                            |
| 115                           | Natalie Irene Midtsveen (NOR)  | AB                            |
| 116                           | Vita Heine (NOR)               | 33e                           |
| 117                           | Pernille Larsen Feldmann (NOR) | AB                            |

| Lviv Cycling Team LCW | Lviv Cycling Team LCW      | Lviv Cycling Team LCW |
| --------------------- | -------------------------- | --------------------- |
| Num                   | Coureuse                   | Pos                   |
| 121                   | Špela Kern (SLO)           | 21e                   |
| 122                   | Ellen Feytens (BEL)        | 97e                   |
| 123                   | Estefania Pilz (ARG)       | 92e                   |
| 124                   | Julia Biryukova (UKR)      |                       |
| 125                   | Fiona Turnbull (GBR)       | AB                    |
| 126                   | Viktoriia Yaroshenko (UKR) | AB                    |
| 127                   | Viktoriya Bondar (UKR)     | 75e                   |

| NXTG Racing NXG | NXTG Racing NXG            | NXTG Racing NXG |
| --------------- | -------------------------- | --------------- |
| Num             | Coureuse                   | Pos             |
| 131             | Rozemarijn Ammerlaan (NED) | AB              |
| 132             | Julia Borgström (SWE)      | 44e             |
| 133             | Charlotte Kool (NED)       | 6e              |
| 134             | Cathalijne Hoolwerf (NED)  | AB              |
| 135             | Eva Jonkers (NED)          | AB              |
| 136             | Emily Wadsworth (GBR)      | AB              |
| 137             | Britt Knaven (BEL)         | AB              |

| Parkhotel Valkenburg PHV | Parkhotel Valkenburg PHV    | Parkhotel Valkenburg PHV |
| ------------------------ | --------------------------- | ------------------------ |
| Num                      | Coureuse                    | Pos                      |
| 141                      | Lorena Wiebes (NED) (route) | 1re                      |
| 142                      | Sylvie Swinkels (NED)       | AB                       |
| 143                      | Romy Kasper (GER)           | 22e                      |
| 144                      | Marit Raaijmakers (NED)     | AB                       |
| 145                      | Amber van der Hulst (NED)   | 59e                      |
| 146                      | Femke Markus (NED)          | 100e                     |
| 147                      | Esther van Veen (NED)       | 82e                      |

| Tibco-Silicon Valley Bank TIB | Tibco-Silicon Valley Bank TIB | Tibco-Silicon Valley Bank TIB |
| ----------------------------- | ----------------------------- | ----------------------------- |
| Num                           | Coureuse                      | Pos                           |
| 151                           | Nina Kessler (NED)            | 60e                           |
| 152                           | Sarah Gigante (AUS)           | 46e                           |
| 153                           | Jenelle Crooks (AUS)          | 34e                           |
| 154                           | Leah Dixon (GBR)              | 45e                           |
| 155                           | Diana Peñuela (COL)           | 91e                           |
| 156                           | Emily Newsom (USA)            | 90e                           |

| Valcar-Travel & Service VAL | Valcar-Travel & Service VAL | Valcar-Travel & Service VAL |
| --------------------------- | --------------------------- | --------------------------- |
| Num                         | Coureuse                    | Pos                         |
| 161                         | Silvia Magri (ITA)          | 62e                         |
| 162                         | Teniel Campbell (TTO)       | 5e                          |
| 163                         | Silvia Persico (ITA)        | 66e                         |
| 164                         | Chiara Consonni (ITA)       | 79e                         |
| 165                         | Ilaria Sanguineti (ITA)     | 9e                          |
| 166                         | Federica Piergiovanni (ITA) | AB                          |
| 167                         | Elena Pirrone (ITA)         | AB                          |

| Centre mondial du cyclisme WCC | Centre mondial du cyclisme WCC | Centre mondial du cyclisme WCC |
| ------------------------------ | ------------------------------ | ------------------------------ |
| Num                            | Coureuse                       | Pos                            |
| 171                            | Anastasiya Kolesava (BLR)      | 42e                            |
| 172                            | Catalina Soto (CHI)            | AB                             |
| 173                            | Veronika Jandová (CZE)         | 88e                            |
| 174                            | Magdeleine Vallieres (CAN)     | 38e                            |
| 175                            | Eyeru Tesfoam Gebru (ETH)      | AB                             |
| 176                            | Roni Fishman (ISR)             | AB                             |
| 177                            | Akvilė Gedraitytė (LTU)        | AB                             |

| Bigla-Katusha BIG | Bigla-Katusha BIG             | Bigla-Katusha BIG |
| ----------------- | ----------------------------- | ----------------- |
| Num               | Coureuse                      | Pos               |
| 181               | Mikayla Harvey (NZL)          | 57e               |
| 182               | Emma Norsgaard (DEN)          | 3e                |
| 183               | Marlen Reusser (SUI) (route)  | 18e               |
| 184               | Maria Vittoria Sperotto (ITA) | 48e               |
| 185               | Clara Koppenburg (GER)        | 40e               |
| 186               | Sophie Wright (GBR)           | 77e               |
| 187               | Elizabeth Banks (GBR)         | AB                |

| Andy Schleck Cycles-Immo Losch ___ | Andy Schleck Cycles-Immo Losch ___ | Andy Schleck Cycles-Immo Losch ___ |
| ---------------------------------- | ---------------------------------- | ---------------------------------- |
| Num                                | Coureuse                           | Pos                                |
| 191                                | Mia Berg (LUX)                     | AB                                 |
| 192                                | Sarah Berkane (FRA)                | AB                                 |
| 193                                | Fabienne Buri (SUI)                | AB                                 |
| 195                                | Hana Hermanovska (CZE)             | AB                                 |
| 196                                | Mae Lang (EST)                     | 71e                                |

| Illi-Bikes ___ | Illi-Bikes ___       | Illi-Bikes ___ |
| -------------- | -------------------- | -------------- |
| Num            | Coureuse             | Pos            |
| 201            | Nele Armée (BEL)     | AB             |
| 202            | Isabella Stone (GBR) | AB             |

| Sans équipe ___ | Sans équipe ___    | Sans équipe ___ |
| --------------- | ------------------ | --------------- |
| Num             | Coureuse           | Pos             |
| 203             | Gilke Croket (BEL) | 56e             |

| Illi-Bikes ___ | Illi-Bikes ___         | Illi-Bikes ___ |
| -------------- | ---------------------- | -------------- |
| Num            | Coureuse               | Pos            |
| 204            | Claire Faber (LUX)     | 27e            |
| 205            | Mia Griffin (IRL)      | AB             |
| 206            | Ditte Lenseclaes (BEL) | 95e            |
| 207            | Mette Egtoft Jensen    | AB             |

| Isorex ___ | Isorex ___                  | Isorex ___ |
| ---------- | --------------------------- | ---------- |
| Num        | Coureuse                    | Pos        |
| 211        | Nicola Juniper (GBR)        | 36e        |
| 212        | Emily Nelson (GBR)          | 99e        |
| 213        | Antonia Gröndahl (FIN)      | 78e        |
| 214        | Liisa Ehrberg (EST) (route) | 72e        |
| 215        | Kate Wightman (NZL)         | AB         |
| 216        | Ellen Mcdermott (IRL)       | AB         |
| 217        | Savannah Morgan (GBR)       | AB         |

| Keukens Redant ___ | Keukens Redant ___          | Keukens Redant ___ |
| ------------------ | --------------------------- | ------------------ |
| Num                | Coureuse                    | Pos                |
| 221                | Malin Eriksen (NOR)         | AB                 |
| 222                | Rachel Jary (GBR)           | AB                 |
| 223                | Amber Lacompte (BEL)        | AB                 |
| 224                | Birgitte Ravndal (NOR)      | 19e                |
| 225                | Stine Marie Snortheim (NOR) | AB                 |
| 226                | Imogen Cotter (IRL)         | AB                 |
| 227                | Katie van Geyte (BEL)       | 73e                |

| S-bikes Bodhi ___ | S-bikes Bodhi ___           | S-bikes Bodhi ___ |
| ----------------- | --------------------------- | ----------------- |
| Num               | Coureuse                    | Pos               |
| 231               | Laura Vainionpää (FIN)      | 43e               |
| 232               | Saartje Vandenbroucke (BEL) | AB                |
| 233               | Leonie Vanderjeugt (BEL)    | AB                |
| 234               | Demi van Dijke (NED)        | 103e              |
| 236               | Desiree Liegeois (NED)      | AB                |

| Waasland Security Wase Zon ___ | Waasland Security Wase Zon ___ | Waasland Security Wase Zon ___ |
| ------------------------------ | ------------------------------ | ------------------------------ |
| Num                            | Coureuse                       | Pos                            |
| 241                            | Marijke de Smedt (BEL)         | 53e                            |
| 242                            | Caren Commissaris (NED)        | AB                             |
| 244                            | Alice Andersson (SWE)          | AB                             |
| 245                            | Aranka Berends (NED)           | AB                             |
| 246                            | Ainsley Black (CAN)            | AB                             |
| 247                            | Femke Geeris (NED)             | 83e                            |